# Duomo di Würzburg
Il  Duomo di Würzburg (in tedesco: Sankt Kiliansdom) è una chiesa cattolica dedicata a san Chiliano,  la chiesa cattedrale della diocesi di Würzburg. Con la sua facciata a doppia torre e un'altezza complessiva di 105 m è la quarta chiesa più alta della Germania ed è un capolavoro edilizio dei tempi degli imperatori salii.

## Struttura

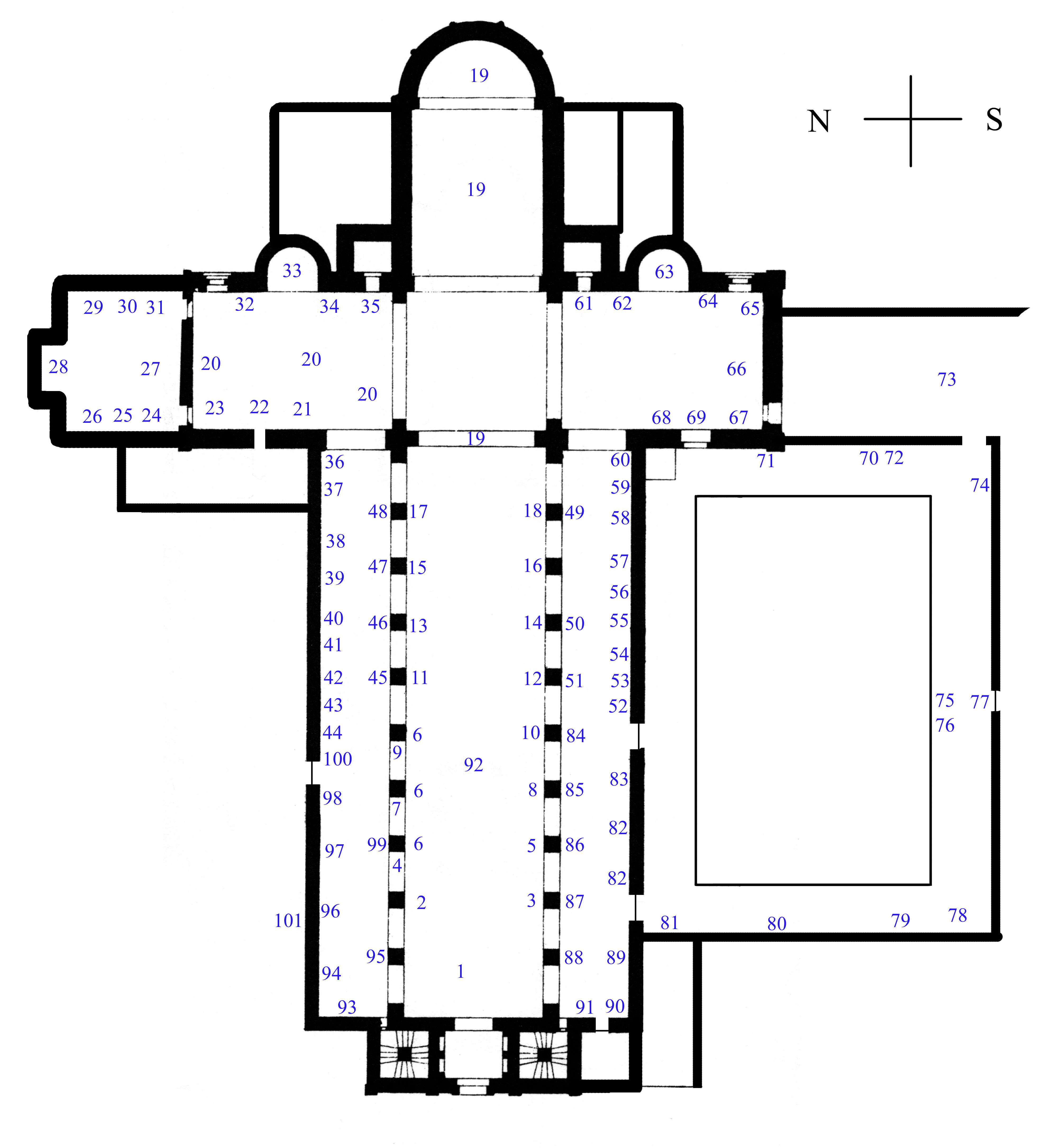
Pianta del Duomo - L'ala sinistra del transetto è occupata dalla Schönbornkapelle

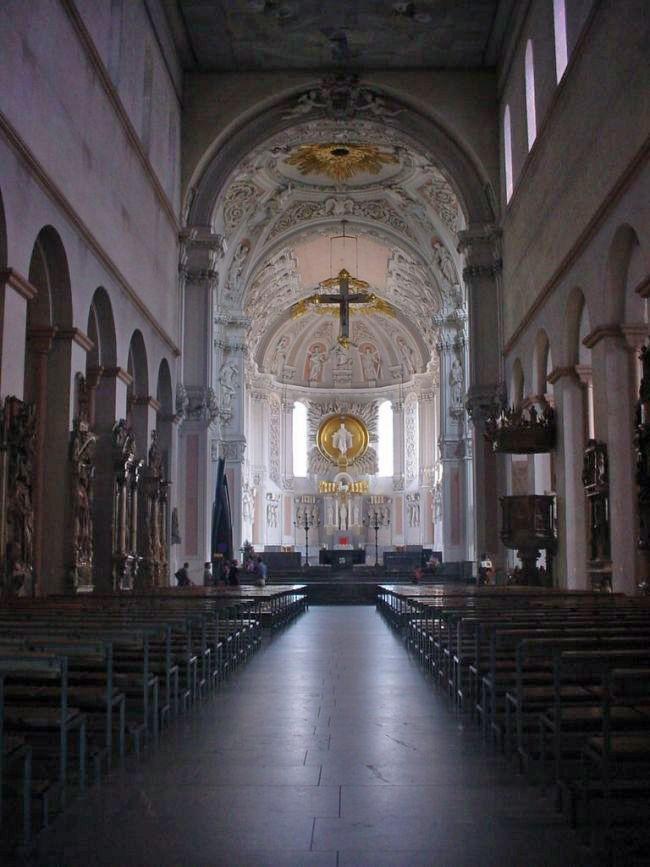
L'interno.

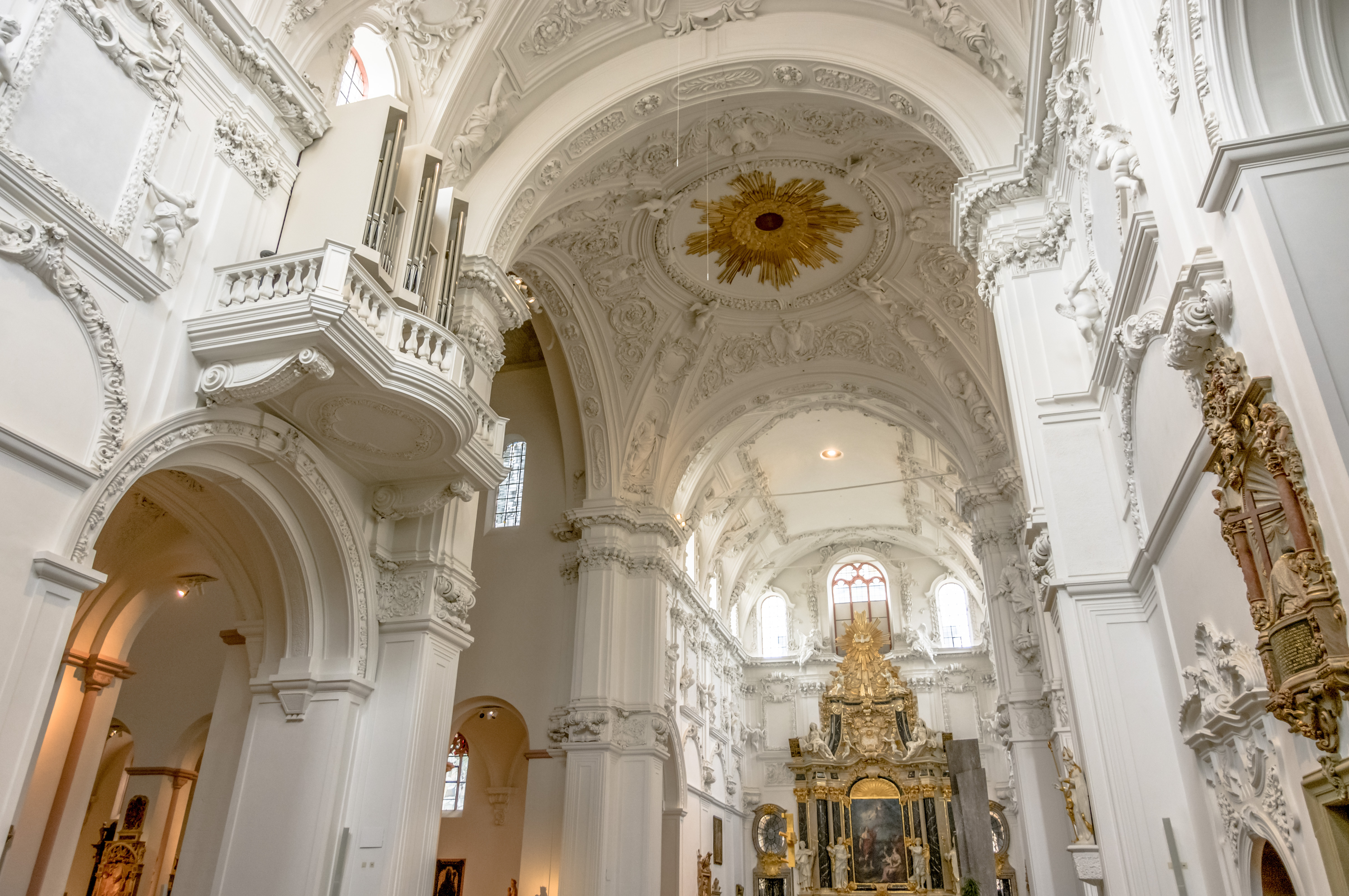
La crociera e il coro.

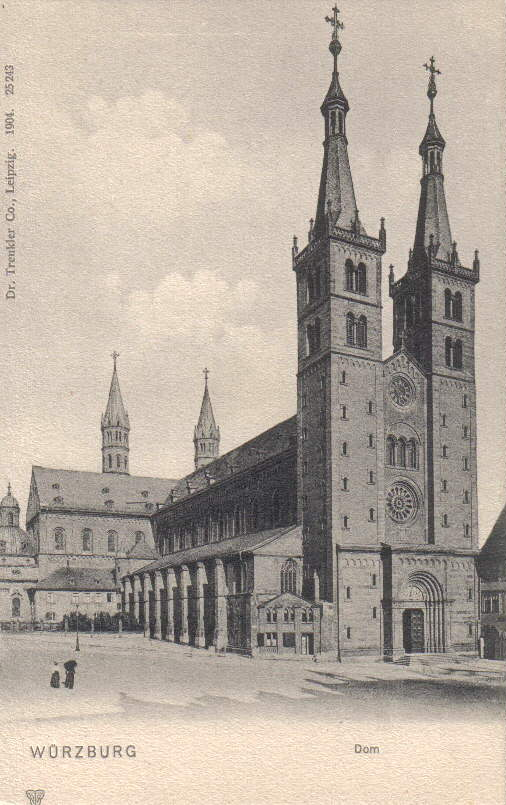
Il Duomo nel 1904 prima della guerra.

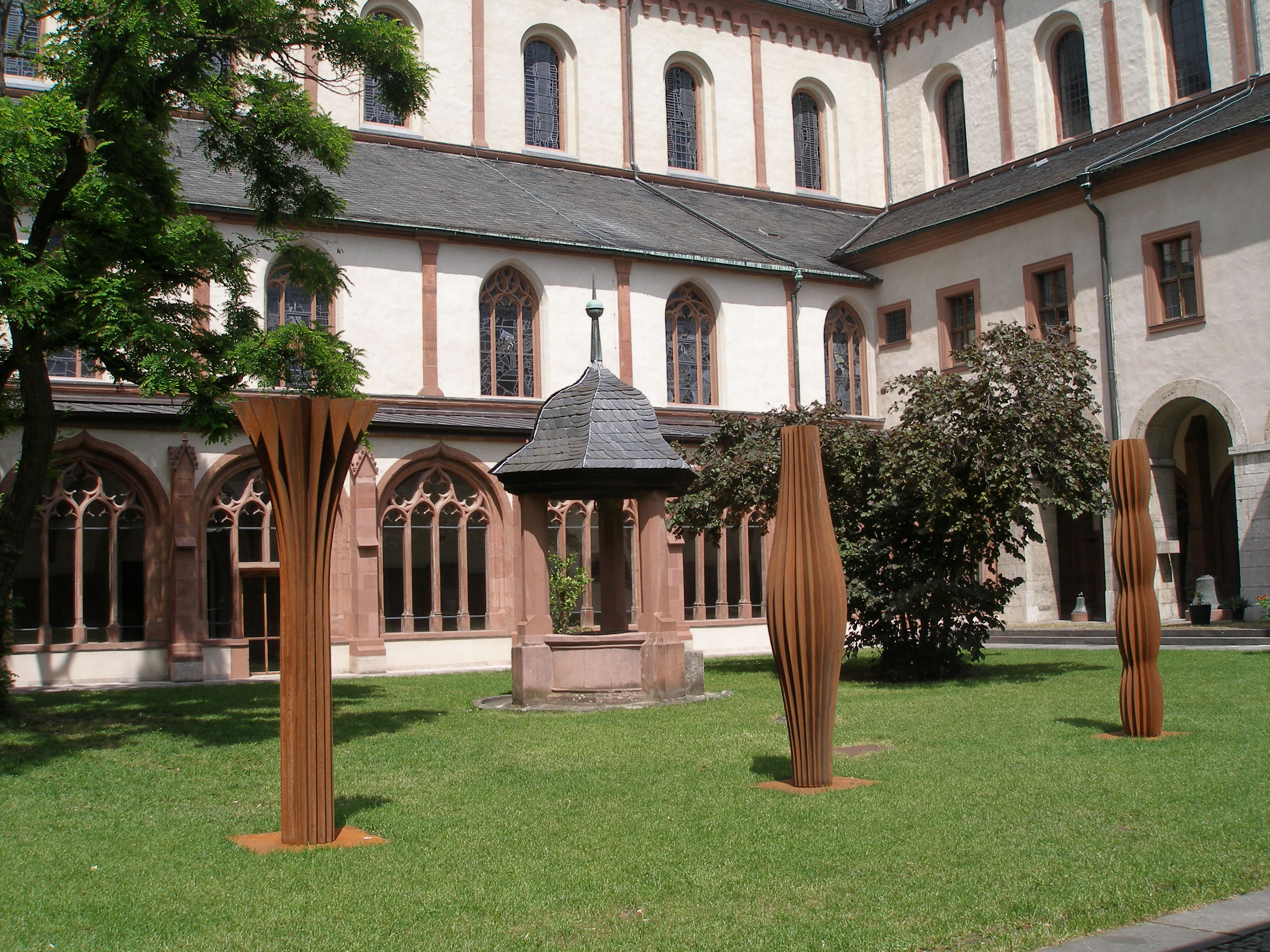
Il Chiostro.

Si tratta di una chiesa a tre navate, con transetto ed abside. La navata trasversale del transetto è asimmetrica, con il braccio sinistro più lungo che ospita la cappella funeraria dei Schönborn. Il pavimento è costellato dalle coperture delle tombe dei vescovi e dei prevosti del capitolo del duomo. Anche lo scultore ed intagliatore Tilman Riemenschneider, autore di varie opere nel Duomo, è ivi sepolto. Numerosi i gruppi scultorei e le statue lignee disposte lungo le pareti delle navate laterali e intorno ai pilastri.
Sotto il coro vi è la cripta anch'essa a tre navate.

## Storia
Una prima chiesa venne eretta in questo luogo nel 787, e una seconda nell'855, ma entrambe vennero parzialmente distrutte da incendi. L'edificio attuale, in stile romanico, venne costruito a partire dal 1040 per volere del vescovo Bruno di Würzburg. 
Dopo la morte accidentale di Bruno, avvenuta nel 1045, il vescovo successore, Adalberone, portò a termine la costruzione nel 1075.
Verso il 1500 vennero rifatte le navate laterali in stile gotico, e fra il 1701 e il 1704 il milanese Pietro Magni venne incaricato di rivestire l'interno della chiesa con stucchi, secondo le tendenze dello stile barocco.
A causa del pesante bombardamento subito dalla città il 16 marzo 1945, il 20 febbraio 1946 gran parte del duomo crollò e la sua ricostruzione terminò solo nel 1967. Con la ricostruzione l'impostazione barocca fu sacrificata a favore di un ritorno al romanico. La ristrutturazione ha marcato un netto contrasto con le parti storiche rimaste, perciò la chiesa costituisce una controversa combinazione di stile romanico ed elementi moderni e barocchi. La facciata neoromanica occidentale con il rosone, il triplice loggione e l'apertura per l'orologio fu chiusa con un sottile muro in pietra pomice ma nella ristrutturazione avvenuta fra l'aprile 2004 ed il novembre 2006 fu nuovamente aperta.
Lo spazio del coro fu risistemato nel 1988 da Hubert Elsässer.

## Opere d'arte
Il duomo di Würzburg contiene numerose opere d'arte, fra le quali:
- La croce merovingia, antica scultura in pietra sita nella cripta
- Bassorilievo dell'altare in pietra di Adnet, opera di Tilman Riemenschneider, con il volto di Rudolf II. von Scherenberg (†1495)
- Tomba di Lorenzo di Bibra (†1519), principe-vescovo di Würzburg, opera di Tilman Riemenschneider
- La barocca Schönbornkapelle, cappella della famiglia Schönborn nel transetto del duomo, la cui rielaborazione fu voluta dal vescovo di Würzburg, Johann Philipp Franz von Schönborn, progettata da Johann Maximilian von Welsch e Johann Lucas von Hildebrandt e realizzata, con forti variazioni dai progetti originali, dall'architetto Johann Balthasar Neumann

## Musica in duomo
La tradizione musicale del Duomo di Würzburg risale verosimilmente al tempo della fondazione della diocesi di Würzburg. Con più di 500 cantori attivi, oggi la cantoria del duomo di Würzburg appartiene alle più importanti cantorie delle cattedrali tedesche. Quattro ensemble (Coro del Duomo di Würzburg, Coro da camera del Duomo, Cantoria femminile del Duomo e Coro di voci bianche del Duomo) assicurano con regolarità la liturgia nel Duomo e danno lustro con i loro concerti alla vita culturale della città e della regione.

## Gli organi

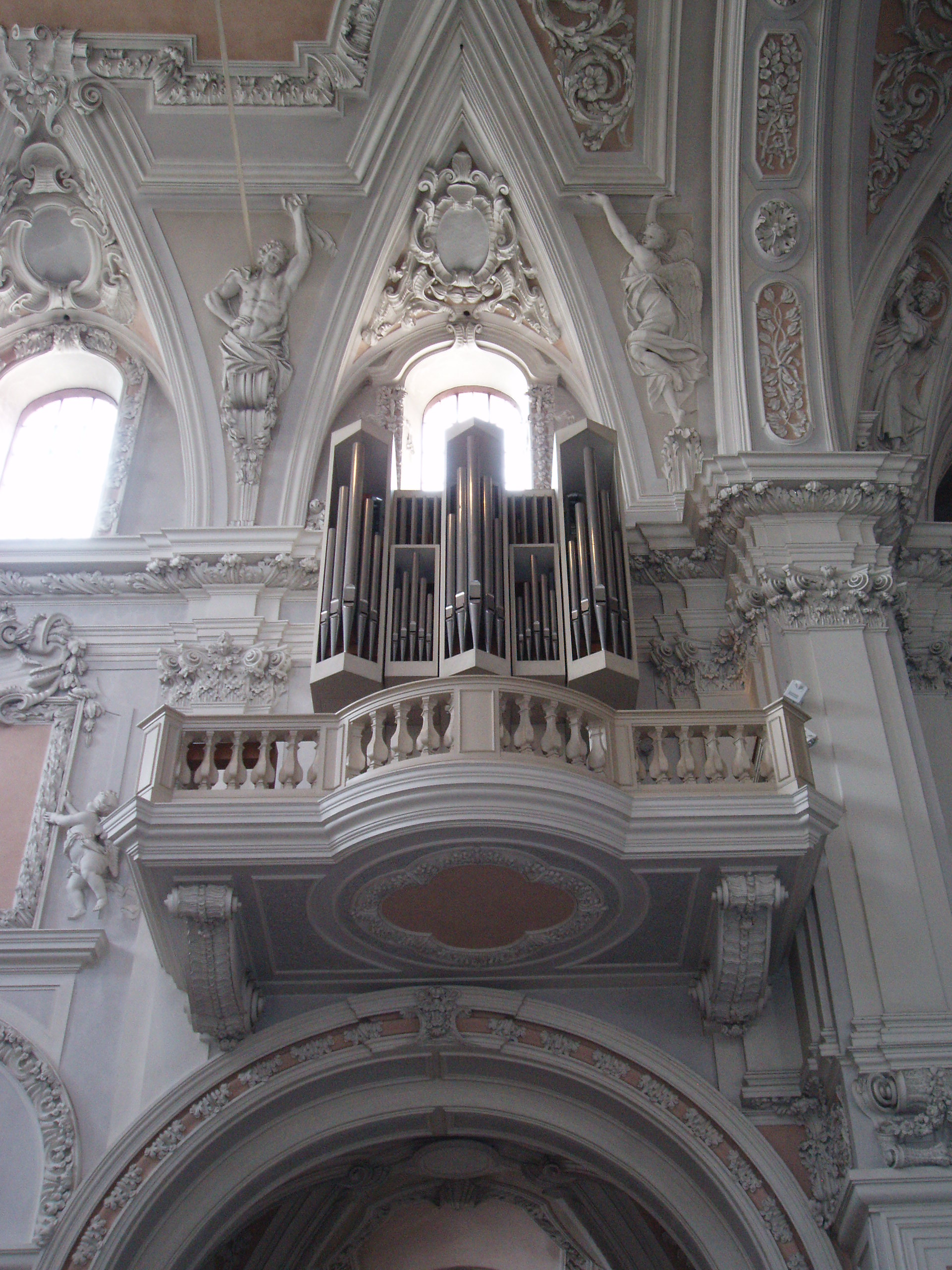
Organo del coro

Gli organi del duomo furono costruiti dalla Orgelmanufaktur Klais di Bonn ed installati nel 1969. Al fondo della grande navata sta il grande organo principale (6652 canne), 87 registri suddivisi in cinque tastiere e pedaliere). Il piccolo organo, con 20 registri suddivisi in due tastiere e pedaliere, si trova su un balconcino del transetto.

## Campane
Il duomo ha oggi 20 campane per un peso totale di 26 ton. Esse eseguono uno dei più grandi scampanii della Germania.
Undici delle dodici campane che eseguono lo scampanio principale furono fuse nel 1965 presso la ditta Friedrich Wilhelm Schilling di Heidelberg.
La più antica ed oggi unica rimasta delle campane originali è la Lobdeburg-Glocke. Poiché nel 1933 essa venne rimossa dal campanile e portata nei sotterranei del Duomo, non subì le conseguenze del crollo del 16 marzo 1945, nel quale andarono distrutte le altre. Le ultime ricerche hanno mostrato che essa nel 1257 venne fusa presso uno dei più noti fonditori di campane, Cunradus Citewar, di Würzburg. 
Ogni venerdì, eccetto il Venerdì santo, la Lobdeburg-Glocke rammenta ai fedeli, verso le ore 15, l'ora della morte di Cristo.

### Sinodo di Würzburg

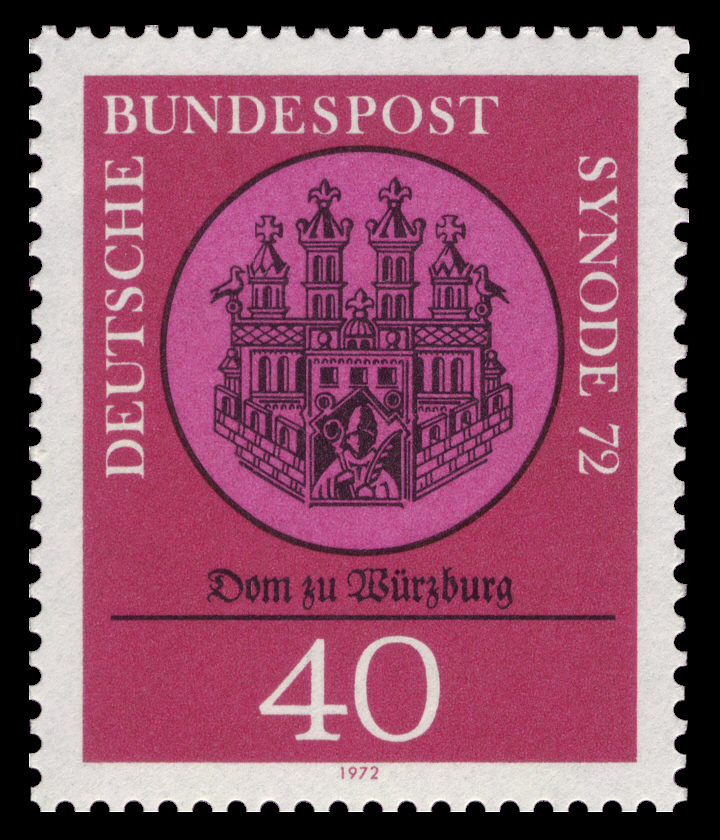
Francobollo emesso dalla Poste della Repubblica Federale Tedesca in occasione del Sinodo di Würzburg

Dal 1971 al 1975 si svolse nel Duomo di Würzburg il Sinodo di Würzburg. Secondo la volontà del cardinale Julius August Döpfner esso doveva contribuire all'applicazione del Concilio Vaticano II in Germania.

### Galleria d'immagini

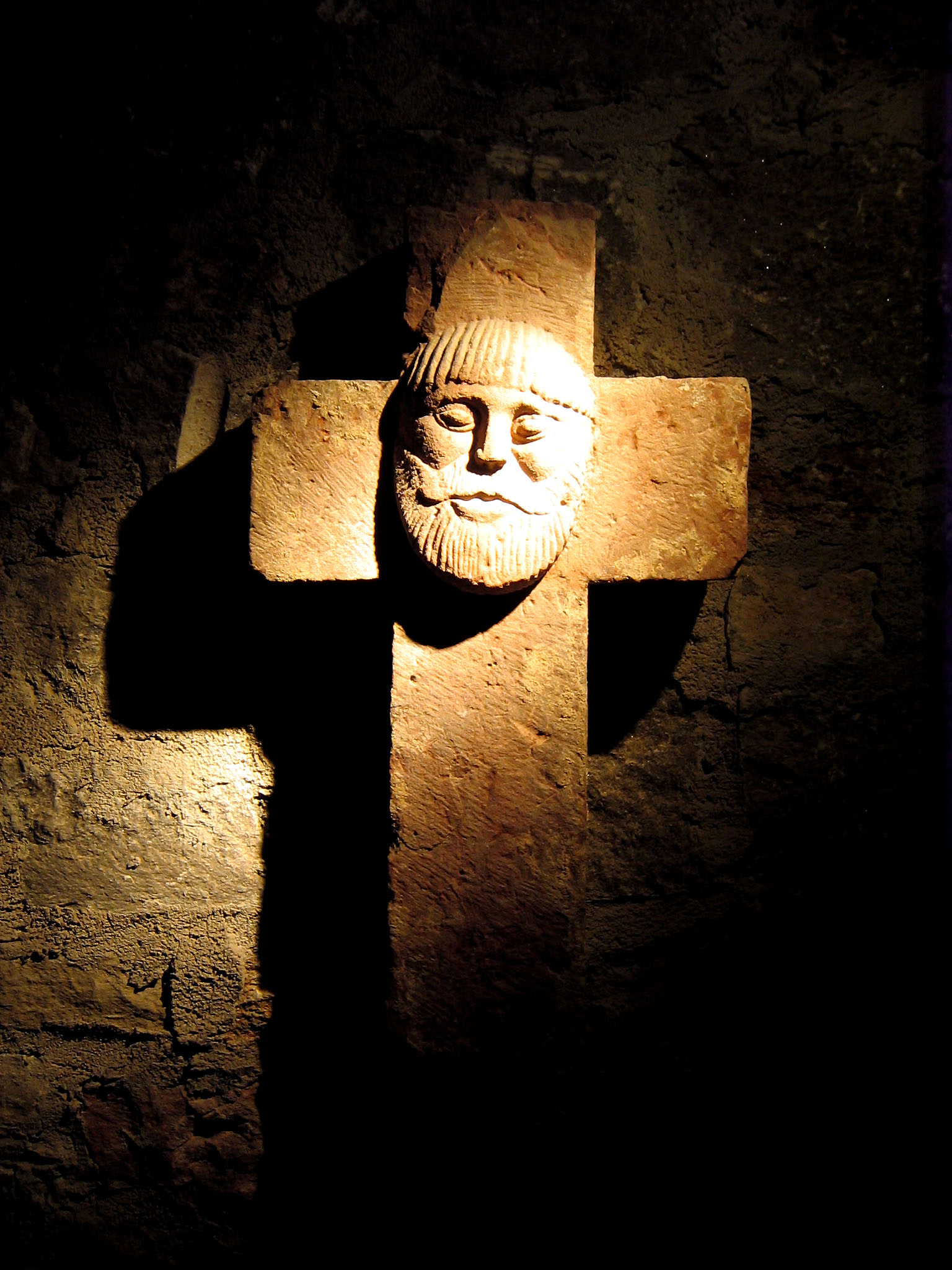
Croce merovingia nella cripta del Duomo
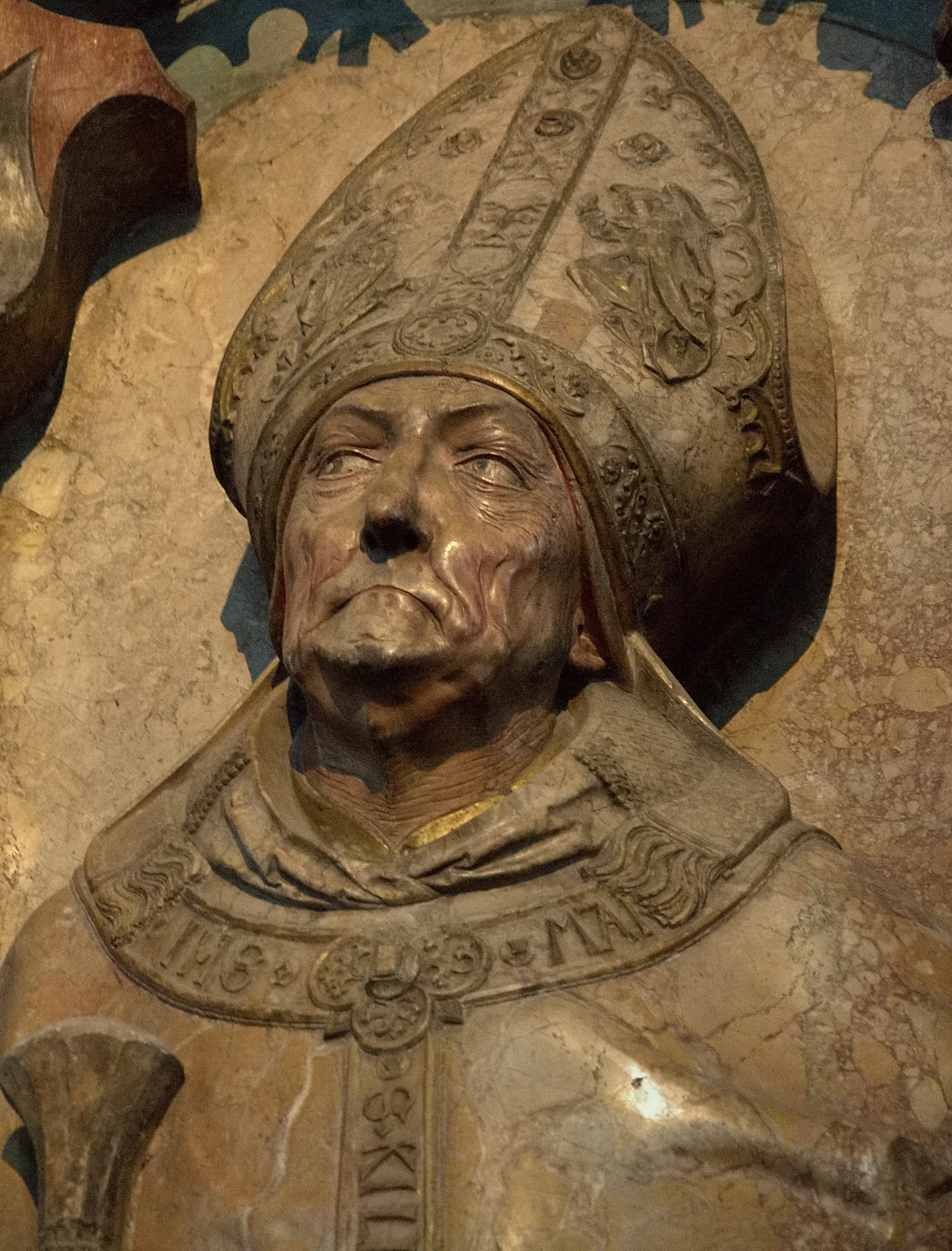
Volto di Rudolf II. von Scherenberg, di Tilman Riemenschneider
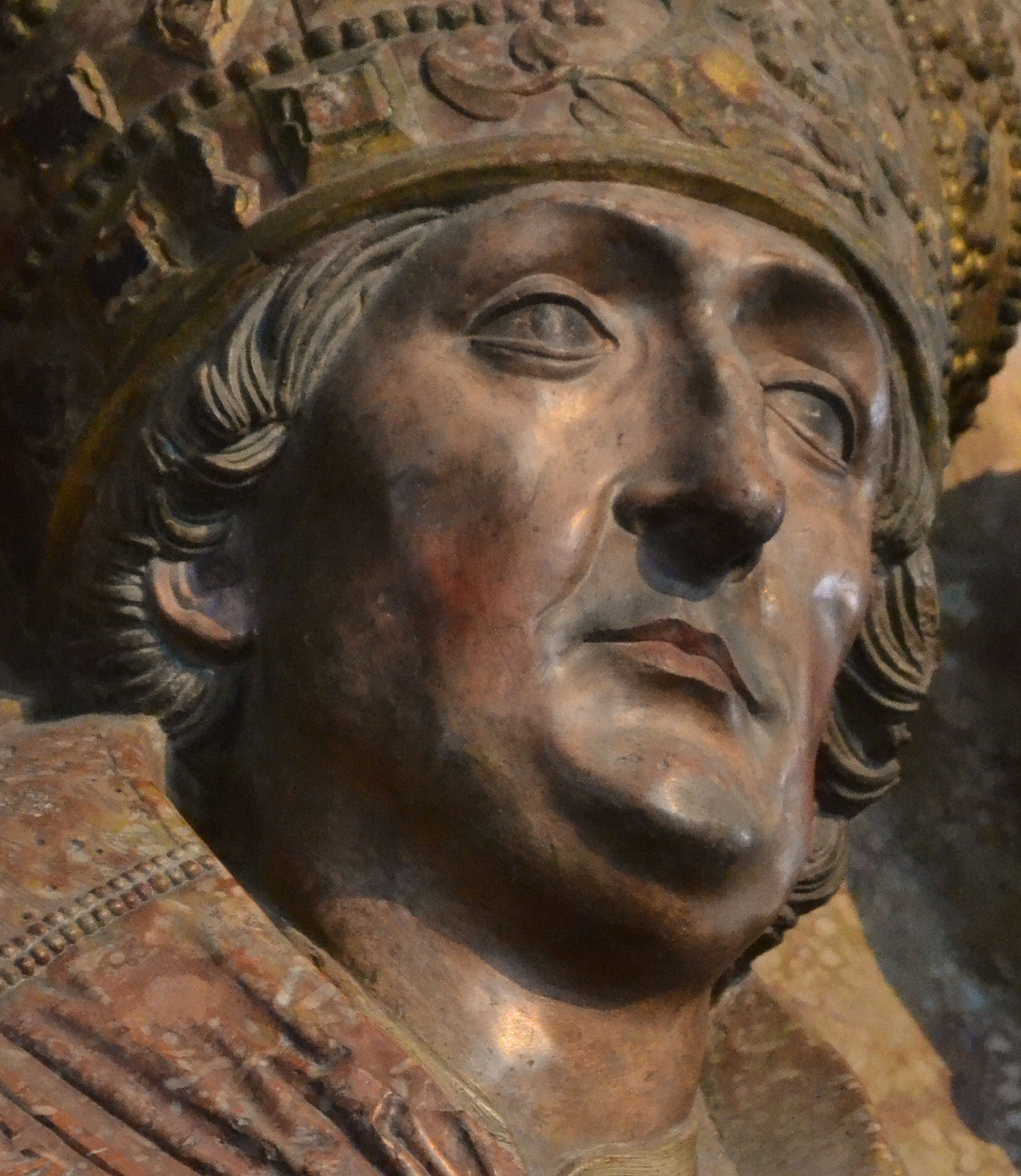
Tomba di Lorenzo di Bibra, Tilman Riemenschneider
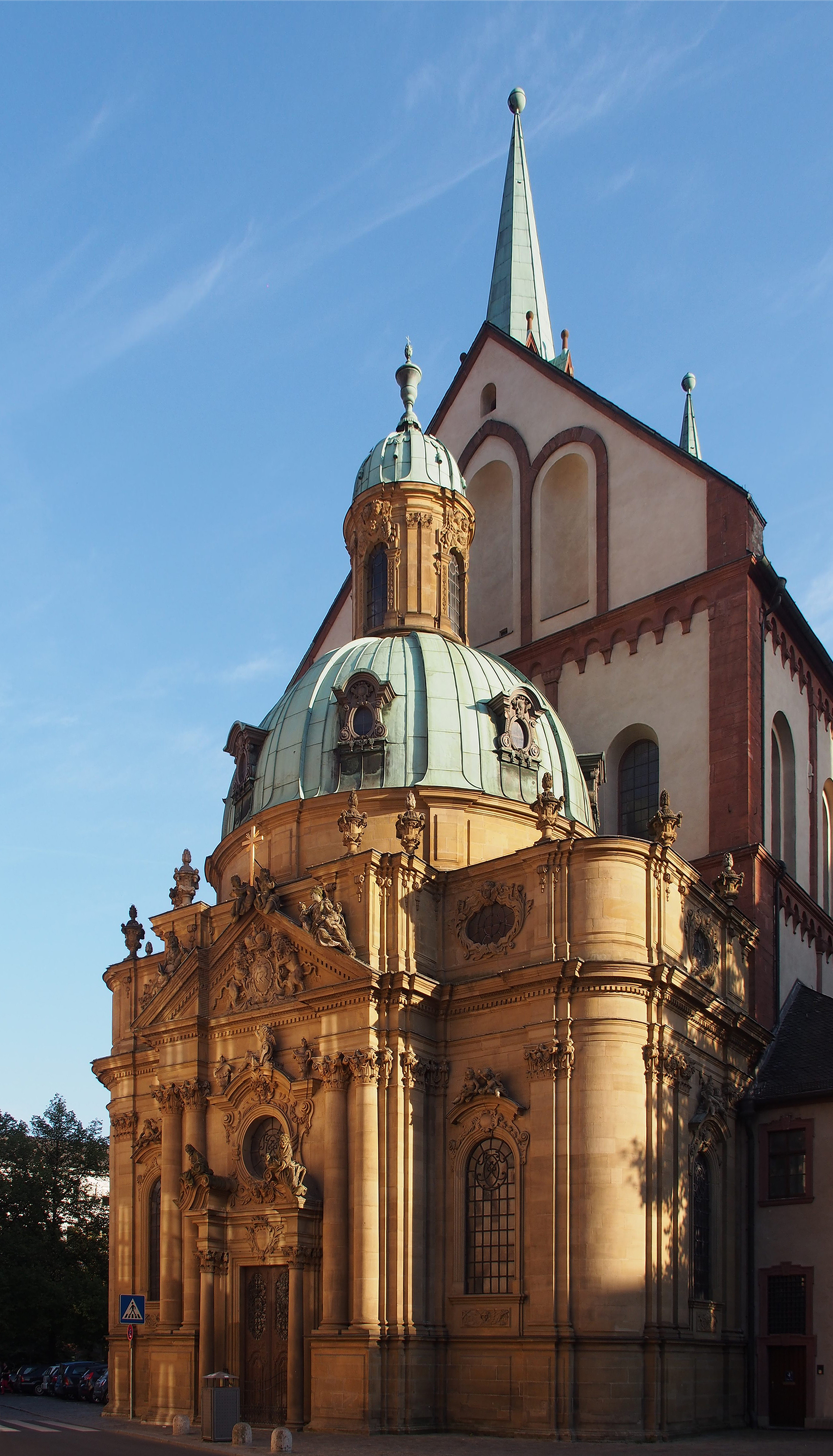
La Schönbornkapelle.
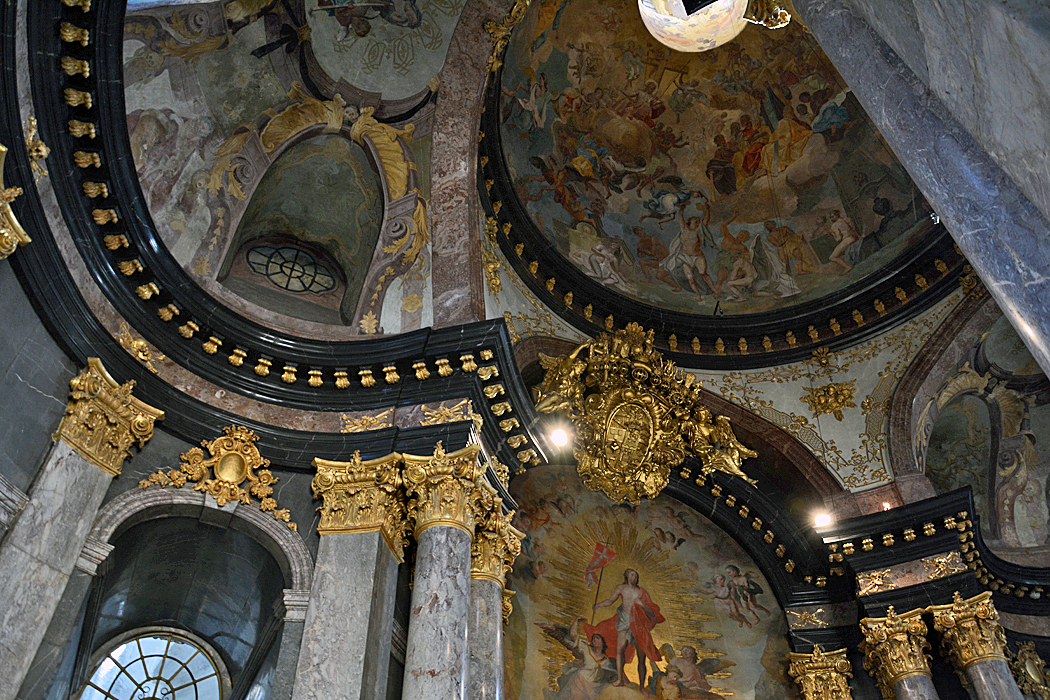
Interno della Schönbornkapelle.